# Der gläserne Turm
Der Spielfilm Der gläserne Turm ist ein deutsches Gesellschaftsdrama aus dem Jahre 1957 von Harald Braun. In den Hauptrollen spielen Lilli Palmer, Peter van Eyck und O. E. Hasse.

## Handlung
Die elegante Katja Fleming lebt ein Leben wie in einem goldenen Käfig. Ihr Mann ist der Industriekapitän Robert Fleming, ein typisches Produkt der Wirtschaftswunderjahre unter Konrad Adenauer. Er verlangt von seiner Gattin nichts anderes, als schön auszusehen und ihm eine gute Gattin zu sein. Für den Machtmenschen Fleming, der gewohnt ist, dass man sich seinen Wünschen fügt, ist seine Frau lediglich ein vorzeigbares Accessoire. Katja ist diese Existenz in hohlem Luxus jedoch längst nicht mehr genug. Die ehemalige Theaterschauspielerin will auch ein eigenes Leben haben, ihre Träume, die sie einst ihrem Mann zuliebe aufgegeben hatte, endlich verwirklichen und ausleben. Die vom Überfluss bestimmte Scheinwelt um sie herum, die Robert geschaffen hat, bedrückt sie immer mehr und droht sie zu ersticken. Robert kann die in Katja aufsteigende Unzufriedenheit überhaupt nicht verstehen und regiert wie ein Patriarch. Da taucht eines Tages in der Gestalt von John Lawrence Katjas Rettung auf.
Lawrence ist nicht nur attraktiv und weltgewandt, er ist darüber hinaus auch noch ein Schriftsteller, ein Künstler wie Katja auch. Inspiriert durch den jungen Autor, der sie dazu ermutigt, ihr Talent wiederzuentdecken und einzusetzen, entscheidet sich Katja dazu, zum Theater zurückzukehren. Bald steht Katja Fleming für Proben wieder auf der Bühne, ganz zum Missvergnügen Roberts, der nichts unversucht lässt, ihr bei dem Wiedereinstieg in den alten Beruf jede Menge Steine in den Weg zu legen. Die Schauspielerin erkennt, dass sie an Roberts Seite keine Zukunft mehr hat, zumal sie sich in John zu verlieben droht. Fleming ist nicht bereit, seine Frau einfach so gehen zu lassen, er sieht Katja als seinen Besitz an. Und um diesen zu halten, ist er in der Wahl seiner Mittel wenig zimperlich. Als Katja ihn verlassen will, versucht Robert, das neue Liebespaar und sich selbst mit vergiftetem Wermut umzubringen. Doch der Anschlag misslingt, und nur Robert kommt dabei ums Leben. Nunmehr wird aber Katja beschuldigt, ihren Mann absichtlich getötet zu haben. Es kommt zu einem Prozess, die Indizien gegen sie sind erdrückend. Dennoch wird Katja Fleming dank der Aussage von Flemings Diener Karl Blume und einer Tonbandaufnahme schließlich freigesprochen. Endlich kann sie mit der Vergangenheit abschließen und an der Seite Johns ein neues Leben beginnen.

## Produktionsnotizen
Gedreht wurde ab dem 12. Juli 1957 bis in den darauffolgenden Monat hinein in München und Berlin. Die Uraufführung erfolgte am 24. Oktober 1957 in Stuttgart.
Die Filmbauten entwarf Walter Haag, den Ton beaufsichtigte Hans Endrulat. Die Kostüme stammen von Ursula Maes; es war ihr letzter Film.
Lilli Palmer und O. E. Hasse wurden für ihre Leistungen 1958 für das Filmband in Gold nominiert.

## Kritiken
Der Spiegel befand in seiner Ausgabe vom 20. November 1957: „Harald Braun, der Regisseur und Drehbuch-Mitverfasser, der den ethischen und religiösen Fragenkreis des deutschen Films fast selbständig verwaltet, will diesmal dem Übermut der Wirtschaftswunderknaben wehren. Er sperrt einen Berliner Supermanager (O. E. Hasse) und dessen verstörte Gattin (Lilli Palmer) in ein finsteres Labyrinth aus Glas und Marmor, eine ebenso luxuriöse wie menschenfeindliche Hochhaus-Etage. Der stolze Nachkriegsbau, ein babylonischer Turm des 20. Jahrhunderts, steckt voll schnittiger, aber auch lästiger Symbole für die Einsamkeit, Vermessenheit, Gefangenschaft, Natur- und Selbstentfremdung der Erfolgsmenschen im allgemeinen und für die besonderen Qualen des schwerreichen Ehepaares. Der Gang der Hausfrau zum Psychotherapeuten und der Selbstmord des Konzernherrn sollen offenkundig auch die begriffsstutzigen Kinobesucher darüber aufklären, daß all diese Pracht heutiger Wohlhabenheit unterhöhlt ist.“
In Heinrich Fraenkels Unsterblicher Film ist zu lesen: „Ein dramaturgisch ungemein geschickt gebautes Werk, dessen ‚kriminalistische‘ Motive von Giftmord und Gerichtsverhandlung erst ganz am Schluß erscheinen. Wesentlich bleibt O.E. Hasses Gestaltung des modernen Managertyps, der in seinem ‚gläsernen Turm‘ -- also der symbolhaften Luxusüberdeckung der einstigen Berliner Trümmerwelt -- die Frau festhält, die aus diesem ‚goldenen Käfig‘ hypermodernster Art ausbricht, um ihre so lang zurückgedrängte künstlerische Begabung und eigene Persönlichkeit wieder zu entfalten. Eine sehr bedeutende schauspielerische Leistung der Palmer.“
Bosley Crowther schrieb anlässlich der US-Aufführung 1959 in der New York Times: „Much ado about a woman who wants to resume a career on the stage while her rich industrialist husband wants her to stay home and be his idle wife is made in the German film, "The Glass Tower" (…) The production and acting are superior, but the issue is flimsy and banal.“ "Der in Deutschland gedrehte Film 'Der gläserne Turm' macht viel Lärm um eine Frau, die eine Bühnenkarriere wieder aufnehmen möchte, während ihr Mann, ein reicher Industrieller, will, dass sie als untätige Ehefrau im Haus bleiben soll. Produktion und schauspielerische Leistungen sind überragend, das Thema aber ist schwächlich und unbedeutend."

„Aufwand, gute Darsteller und routinierte Regie täuschen nicht darüber hinweg, daß auch Drehbuch-Mitarbeiter Wolfgang Koeppen nichts an der Geschwätzigkeit und inneren Leere des Kolportagedramas ändern konnte.“